# Ludvig Edvard Pålsson
Ludvig Edvard Pålsson, född 2 juli 1863 i Brunnby församling i Malmöhus län, död 4 april 1930 i Halmstads församling i Hallands län, var en svensk folkmusiker och riksspelman. 

## Biografi
Ludvig Edvard Pålsson föddes 1863 i Arild, Skåne. Han var son till fiolspelaren Jöns Pålsson (född 1825). Pålsson började spela fiol vid 13 års ålder och lärde sig många melodier av sin far. Han flyttade 1882 till Halmstad och arbetade där som stenarbetare. I Halmstad fick han kontakt med spelmannen Johan Fredrik Andersson "Blinde Johan", "Blinde Bergholm" i Laholm och Blinde Johans Fredrik (1854–1905).
Vid 20 års ålder började Pålsson att komponera musik. Han deltog även i spelmanstävlingar i Hässleholm och Halmstad.

## Upptecknade låtar
Upptecknade låtar efter Pålsson.
- Gånglåt i A-moll, komponerad av Pålsson.[3]
- Stenbockens vals.[3]
- Stenbockens polska.[3]
- Strömkarlens polska.[3]
- Svanpolska, komponerad av Pålsson.[3]
- Vals i A-dur, komponerad av Pålsson.[3]
- Vals i A-dur, komponerad av Pålsson.[3]
- Knäppolska, komponerad av Pålsson.[3]
- Marsch "Backmarsch" i C-dur.[3]
- Vals i A-dur, komponerad av Pålsson.[3]
- Vals i A-dur, komponerad av Pålsson.[3]
- Marsch i D-dur, komponerad av Pålsson.[3]
- Polska "Ekopolska" i G-dur, komponerad av Pålsson.[3]
- Polska i A-dur.[3]
- Tretur, efter Piragass.[3]
- Gånglåt "Å vi ska gå te Skåne".[3]
- Vals i F-dur.[3]
- Polska i A-dur, komponerad av Pålsson.[3]
- Kadrilj i A-dur.[3]